# Ailuroedus
Az Ailuroedus a madarak osztályának verébalakúak (Passeriformes) rendjébe, ezen belül a  lugasépítő-félék (Ptilonorhynchidae) családjába tartozó nem.

## Rendszerezésük
A nemet Jean Cabanis német ornitológus írta le 1851-ben, az alábbi 3 vagy 10 faj tartozik ide:
- vastagcsőrű nyávogómadár (Ailuroedus crassirostris)
- fehérfülű nyávogómadár (Ailuroedus buccoides)
- feketefülű nyávogómadár (Ailuroedus melanotis)
- Ailuroedus stonii[1] vagy Ailuroedus buccoides stonii[2]
- Ailuroedus geislerorum[1] vagy Ailuroedus buccoides geislerorum[2]
- Ailuroedus maculosus[1] vagy Ailuroedus melanotis maculosus[2]
- Ailuroedus astigmaticus[1] vagy Ailuroedus melanotis astigmaticus[2]
- Ailuroedus melanocephalus[1] vagy Ailuroedus melanotis melanocephalus[2]
- Ailuroedus arfakianus[1] vagy Ailuroedus melanotis arfakianus[2]
- Ailuroedus jobiensis[1] vagy Ailuroedus melanotis jobiensis[2]